# Il vigile
Il vigile es una película de comedia a la italiana de 1960, dirigida por Luigi Zampa y protagonizada por Alberto Sordi, Vittorio De Sica, Sylva Koscina, Marisa Merlini, Mario Riva, Mara Berni y Carlo Pisacane.

## Argumento
Otello Celletti, un eterno desempleado, logra ser contratado como policía de tráfico gracias a que su hijo salvó de ahogarse al hijo del alcalde. Así, tras años de ser la burla del pueblo consigue poder suficiente para vengarse de quienes lo molestaban.
Un día detiene a la famosa actriz Sylva Koscina, y decide coquetearle en vez de multarla por no tener carnet de conducir. La actriz revela a la prensa el incidente, lo que provoca que el alcalde lo reprenda severamente por no cumplir con su deber, sin importar quien infrinja la ley. Otello se toma en serio las palabras, tanto como para multar al propio alcalde por exceso de velocidad, a pesar de sus protestas, creyendo que es una prueba para comprobar su imparcialidad.
Tras ello se ve envuelto en una intriga política del partido monárquico, opositor al alcalde, y las autoridades de la ciudad que amenazan con revelar secretos de miembros de su familia. Otello se ve obligado a dar marcha atrás y se retracta de todo ante el tribunal.

## Reparto
- Alberto Sordi: Otello Celletti
- Vittorio De Sica: Alcalde
- Sylva Koscina: Como ella misma
- Marisa Merlini: Amalia Rospignoli
- Mario Riva: Como el mismo
- Nando Bruno: Nando
- Mara Berni: Luisa, amante del alcalde
- Lia Zoppelli: Mujer del alcalde
- Franco Di Trocchio: Remo, hijo de Otello
- Piera Arico: Assuntina Celletti
- Carlo Pisacane: padre de Otello